# Sông Otter, Devon
Sông Otter bắt nguồn từ Blackdown Hills nằm ngay bên trong hạt Somerset, Anh gần Otterford, sau đó chảy về phía Nam trong khoảng 32 km qua Đông Devon đến Eo biển Manche (kênh English) ở cuối phía tây vịnh Lyme là một phần của bờ biển kỷ Jura, một di sản thế giới đã được UNESCO công nhận. Tầng trữ nước đá sa thạch Kỷ Permi và Kỷ Trias ở thung lũng Otter là một trong những nguồn nước ngầm lớn nhất của Devon, cung cấp nước uống cho 200.000 người.

## Địa hình

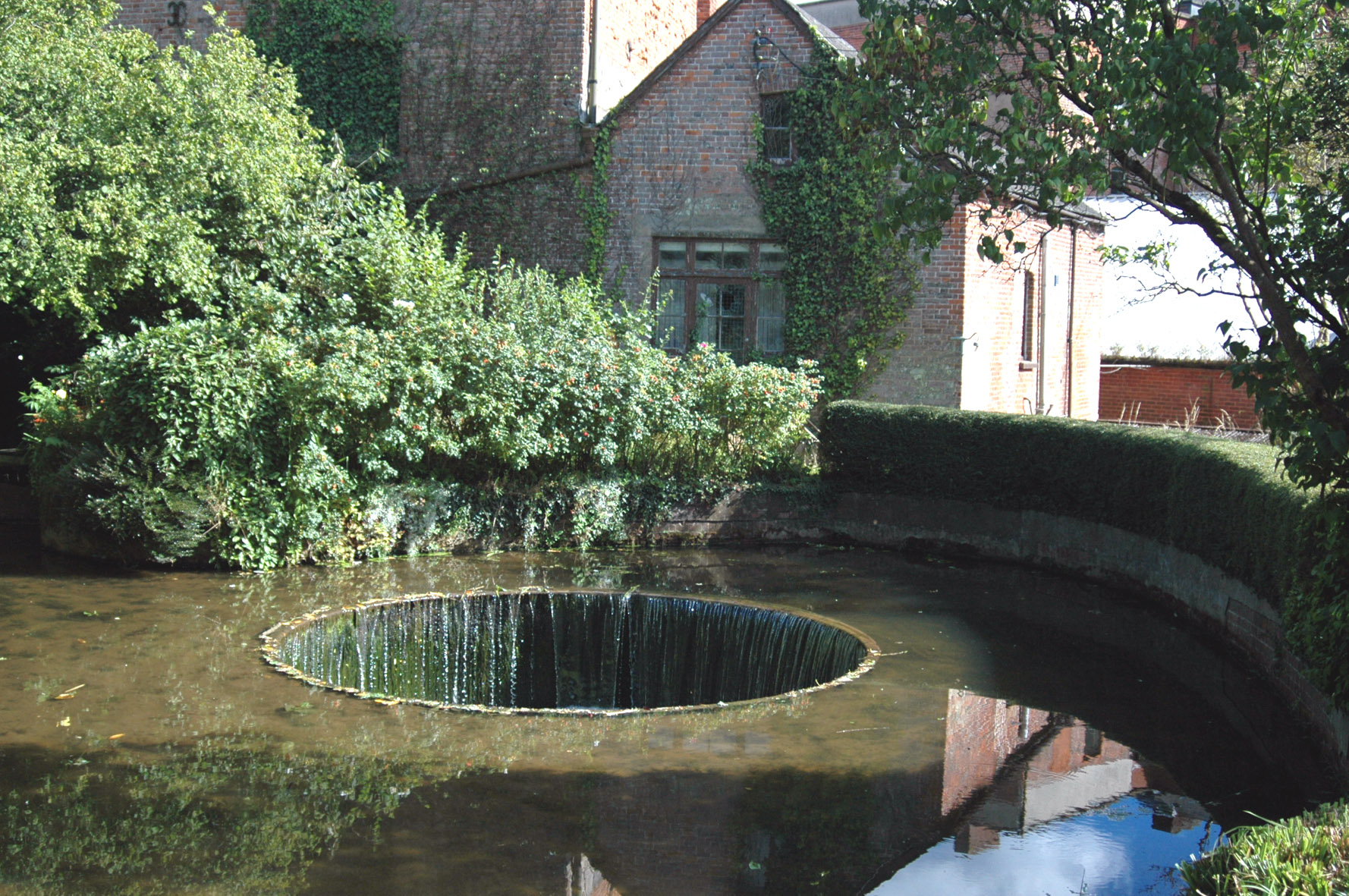
Còn có tên gọi Tumbling Weir, tại Ottery St Mary, nước chảy vào trong các vòng tròn đồng tâm, sau đó trở về sông qua một đường hầm ngầm.

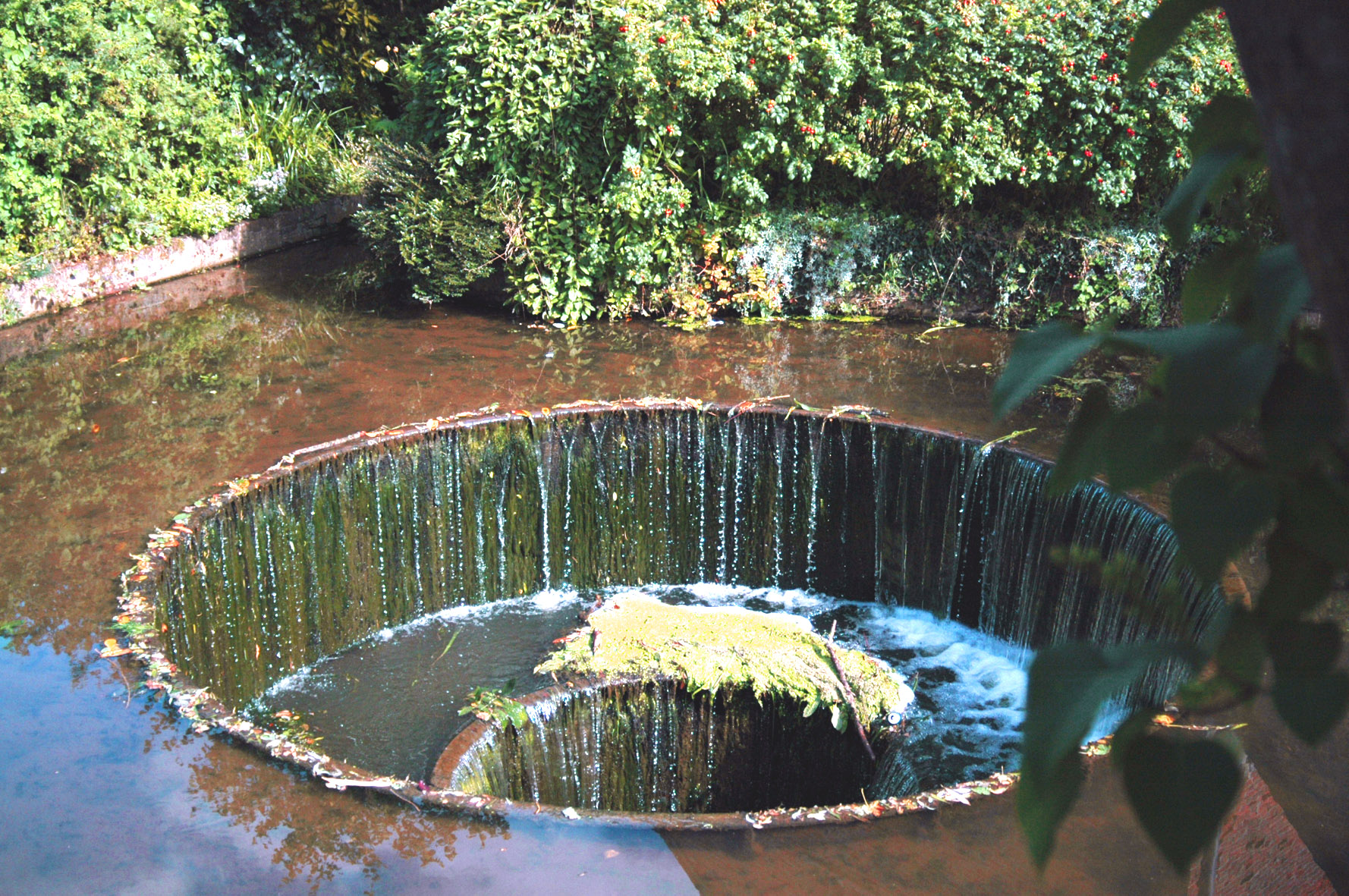
Góc gần của Tumbling Weir.

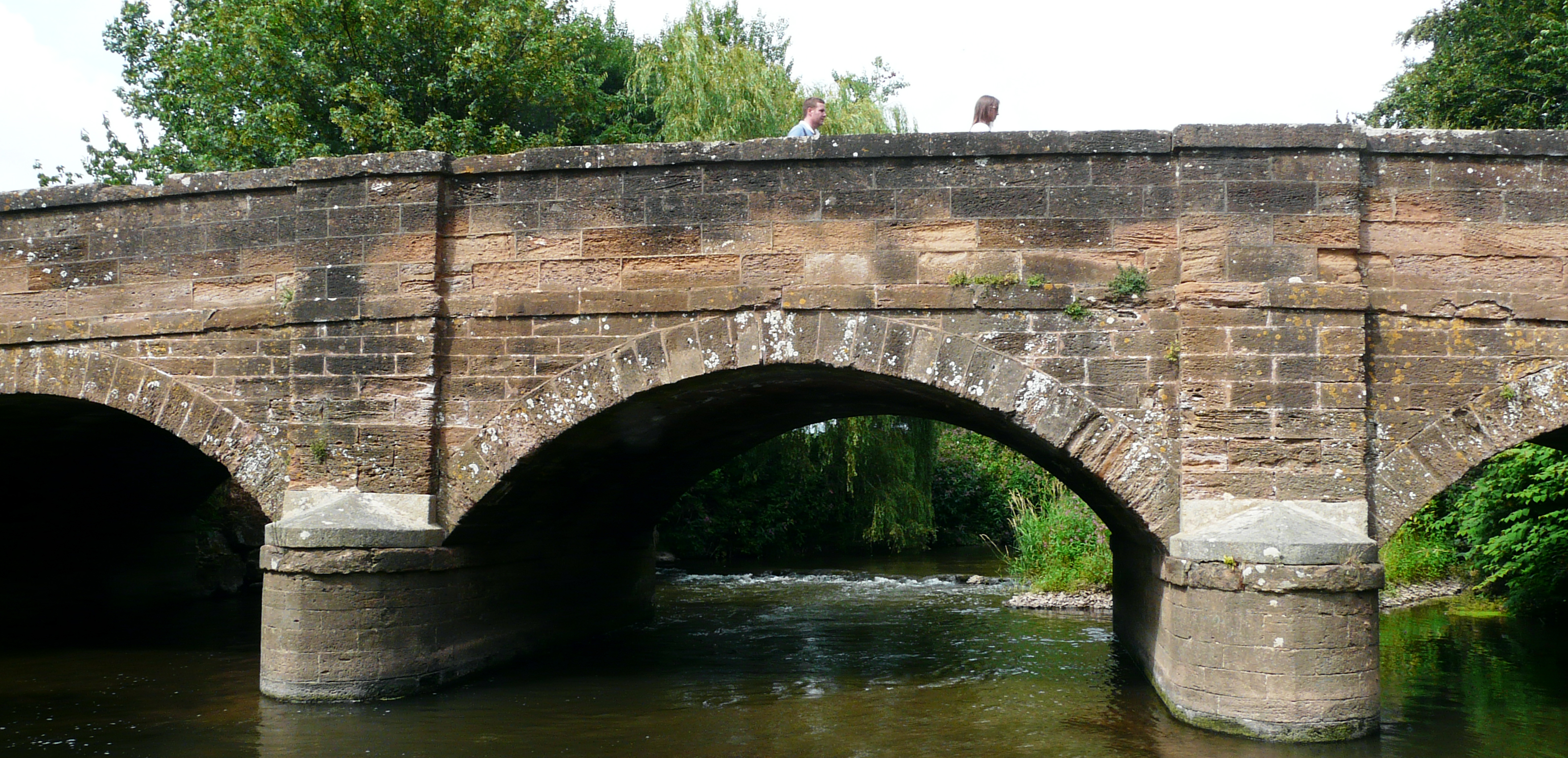
Cầu hơn bắt qua sông Otter, ở Otterton.

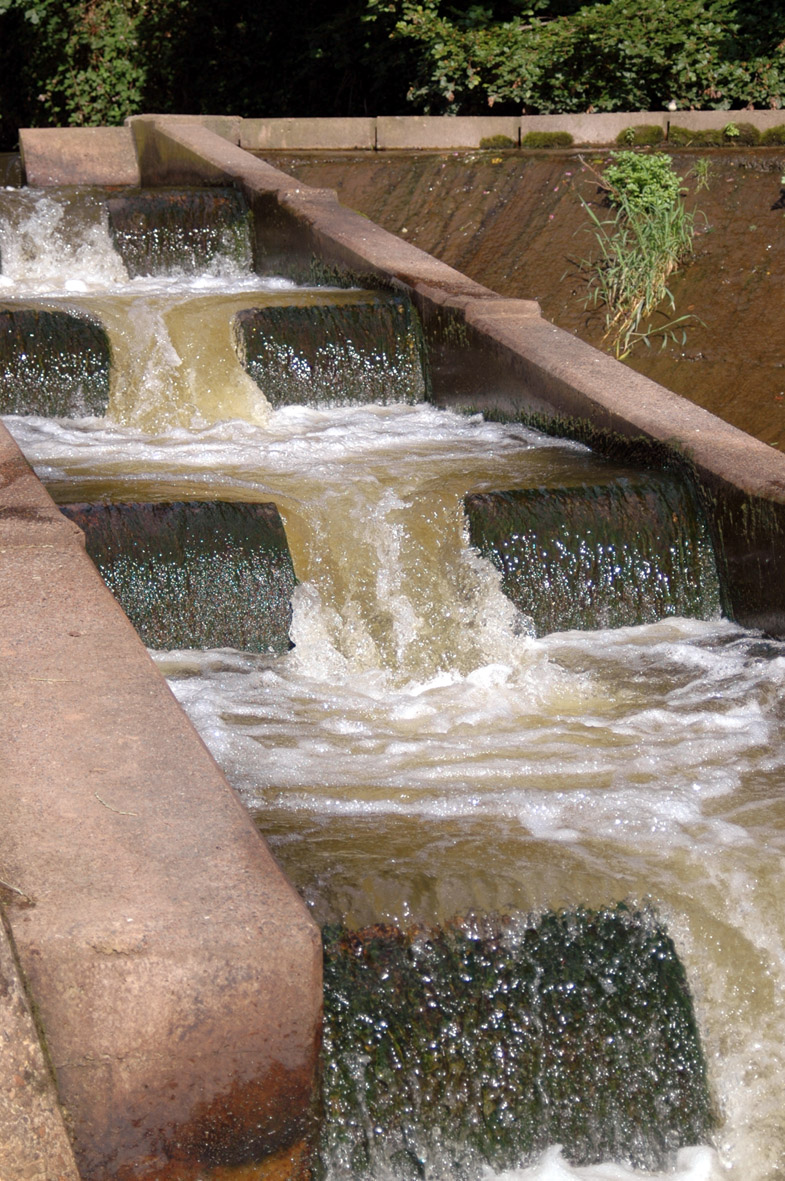
Đường máng dẫn cá qua Sông Otter, bên cạnh đập nước (góc phải phía trên trong bức ảnh) gần Otterton.

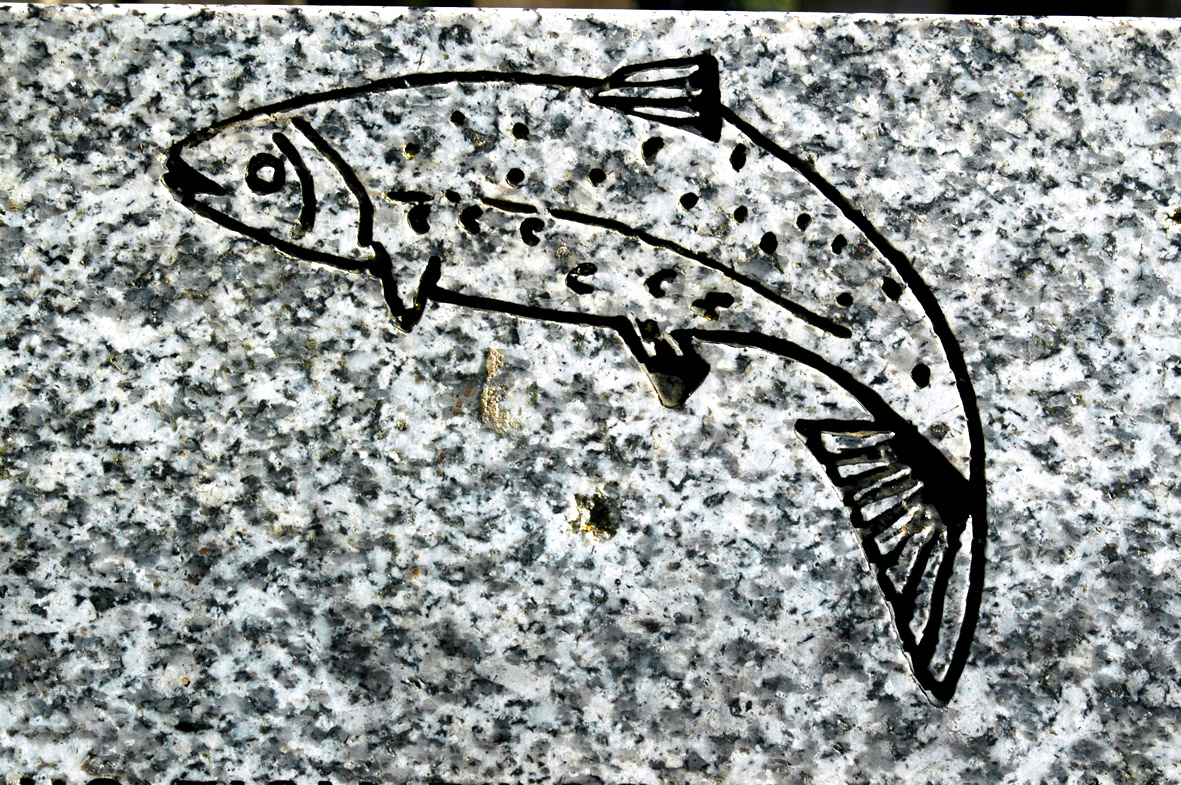
Logo cá trên bảng ghi lại cấu trúc đường máng dẫn cá.

Sông bắt nguồn từ phía Bắc Otterford, nơi có con suối cung cấp nước cho Otterhead Lakes: ST225152 và sau đó chảy qua Churchstanton trước khi đổ vào Devon.
Con sông chảy qua khu vực nông thôn là chủ yếu, với các trang trại sữa, bò và cừu nhỏ. Thị trấn lớn nhất tại thung lũng Otter là Honiton. Du lịch và giải trí đóng vai trò quan trọng trong nền kinh tế tại đây. Đối với phần lớn chiều dài của nó, sông chảy qua hai khu vực Outstanding Natural Beauty (AONBs) – khu vực Blackdown Hills AONB (đến phía Bắc của Honiton) và Đông Devon AONB (đến phía Nam của Ottery St Mary).
Dòng sông chảy qua hoặc chảy gần Upottery, Rawridge, Monkton, Honiton, Alfington, Ottery St Mary, Tipton St John, Newton Poppleford và Otterton trước khi vào Otter Estuary đến phía Đông của Budleigh Salterton.
Khu bảo tồn thiên nhiên Otter Estuary có diện tích 57 mẫu Anh (230.000 m2) thuộc Khu vực nghiên cứu khoa học đặc biệt (SSSI) gồm có các bãi bồi và đầm lầy thủy triều. Không có lối vào công cộng đến cửa sông, nhưng có lối đi bộ dẫn cùng với hai bệ quan sát ở phía tây và hai cái được ẩn giấu một ở phía tây, một cái ở phía đông. Các loài chim và sếu đến trú đông tại đây gồm có choắt nâu, choắt lớn, dẽ trán trắng, choắt nhỏ, charadrius hiaticula, choi choi xám, các loài thuộc chi choắt mỏ cong, chim dẽ giun, gà nước Ấn Độ, các loài thuộc chi Vịt trời, le le, tadorna, branta bernicla, vịt cát ngực đỏ và le hôi. Chích sậy, emberiza schoeniclus và chích lác sinh sản trong khu bảo tồn.
Cơ quan môi trường đo mực nước của Otter và các nhánh sông của nó ở sáu hoặc nhiều hơn các "trạm cấp nước sông".
Điểm con sông đổ ra biển (SY073820) là một khúc của bờ biển kỷ Jura, một di sản thế giới.
Một nhánh nhỏ của sông Otter là sông Tale, với hợp lưu Tây Bắc của Ottery St Mary. Thị trấn nhỏ này (gắn liền với Samuel Taylor Coleridge, Sir Walter Raleigh và sự kiện lăn các thùng dầu hàng năm) là nơi có một đập tròn bất thường, được biết đến với tên gọi Tumbling Weir. Một nhánh nhỏ khác của sông là Budleigh Brook, nối với Otter tại East Budleigh.
Tại một thời điểm có đến năm mươi cối xay nước hoạt động nhờ sức nước cung cấp bởi Sông Otter. Một trong những cối xay còn hoạt động đến ngày nay, đã trải qua bao nhiêu thăng trầm từ thế kỉ thứ 17, là Tracey Mill nằm gần Honiton. Vào những năm 1970, các ao cá bắt đầu được đào xung quanh cối xay, cá được cho ăn bằng kênh dẫn; hơn một triệu gallon nước ngọt chảy qua các ao này mỗi ngày, giúp việc sản xuất thương mại cá hồi diễn ra "mà không cần dùng kháng sinh hoặc oxy bổ sung".
Một cối xây gió khác, nằm tại Dotton, được biết đã hoạt động từ khoảng năm 1100 đến năm 1960, sau đó bị phá hủy. Địa điểm này đã được khai quật bởi chương trình truyền hình khảo cổ của Channel 4 Time Team, tập "The Domesday Mill" được phát sóng vào năm 2007. Cối xây này cũng được nhắc đến trong Domesday Book. Một con đập chuyển hướng nước đến kênh dẫn của nhà máy, hỗ trợ các bánh xe breast-shot theo chiều dọc. Dotton (hiện giờ lớn hơn trang trại một chút) cách 4,5 dặm (7,2 km) từ cửa sông Otter, và cách khoảng 1 dặm (1.6 km) về phía Bắc của ngôi làng thuộc Colaton Raleigh.
Tại ngôi làng Otterton (từng là cảng biển trong Otter Estuary), Otterton Mill là cối xây nước hoạt động hơn 1,000 năm; nó là một trong ba cối xây lớn nhất tại Devon theo báo cáo từ Domesday Book năm 1086. Nó hoạt động được nhờ sức nước chuyển qua một máng dẫn. Ngay phía Bắc của máng dẫn, một đường máng dẫn cá đã được xây dựng bên cạnh một đập nước rộng, nhằm khôi phục lại nguồn cá di cư đến sông sau khi cối xây đã nghỉ ngơi hơn 100 năm.

## Coleridge
Nhà thơ Samuel Taylor Coleridge (1772–1834) đã sinh ra tại Ottery St Mary, viết một bài thơ sonnet có tiêu đề Sonnet to the River Otter.
Tại Ottery St Mary, có một cây cầu vòm tròn bắc qua sông dài 95 mét tên là Coleridge Bridge; được xây dựng với chi phí khoảng 1 triệu bảng, đã được chính thức mở cửa vào ngày 29 tháng 8 năm 2011. Một phần diện tích nhỏ ở một đầu của cây cầu đã được bán cho chính quyền địa phương bởi Lord Coleridge, con cháu của nhà thơ Samuel Taylor Coleridge.

## Loài hải ly
Otter là con sông duy nhất ở Anh được tìm thấy có chứa một quần thể sinh vật hải ly, một loài được cho là đã tuyệt chủng ở Anh vào khoảng năm 1550. Nguồn gốc của chúng vẫn chưa được biết rõ; chúng được chú ý lần đầu vào năm 2013, mang thai và thành công khi sinh ra thêm 3 cá thể hải ly vào năm sau.
Mối lo ngại từ các chủ đất địa phương và người câu cá, cũng như nông dân khi họ lo lắng rằng các con hải ly có thể mang bệnh, chính phủ thông báo rằng họ sẽ bắt các con hải ly và đem chúng vào một sở thú hoặc công viên động vật hoang dã. Một nhóm vận động hành lang công nghiệp câu cá thể thao, Angling Trust, cho biết "Sẽ thật là vô trách nhiệm khi xem xét việc đưa lại loài này vào tự nhiên khi mà chúng ta còn chưa khôi phục lại các con sông của chúng ta trở về tình trạng tốt".
Quyết định bắt hải ly ngay lập tức đã bị các cư dân địa phương và các nhóm chiến dịch phản đối, với nhà báo môi trường George Monbiot mô tả chính phủ và Angling Trust là "những kẻ cuồng kiểm soát": "Tôi là một người câu cá, và Angling Trust có quan điểm khác với tôi về vấn đề này... hầu hết những người câu cá, theo kinh nghiệm của tôi, đều có một sự kết nối mãnh liệt với thiên nhiên. Cơ hội được nhìn thấy những con vật hoang dã đáng chú ý trong khi đang chờ đợi lặng lẽ trên bờ sông là lí do quan trọng khiến chúng tôi phản đối việc bắt chúng."
Việc đưa hải ly ra các con sông đã được các nhà môi trường khuyến khích khi đã lập luận rằng hải ly xây các đập sẽ cung cấp môi trường sống cho chim và cá, giảm cường độ lũ lụt bằng cách đưa nước lên cao trong lưu vực, ra xa các căn nhà nằm gần vùng hạ lưu, và có thể là một điểm hấp dẫn nhiều khách du lịch trong tương lai. Một ủy viên hội đồng địa phương, Claire Wright, trích dẫn từ bình luận của ông, "Quyết định để chúng ở lại hay không nên được thực hiện bởi cộng đồng, chứ không phải bởi các quan chức từ London. Có rất nhiều ý kiến tại địa phương ủng hộ việc cho chúng ở lại sông và dấy lên thắc mắc chung khi tại sao Defra không muốn chúng ở lại."
Ngày 28 tháng 1 năm 2015, Natural England tuyên bố rằng hải ly sẽ được phép ở lại với điều kiện là chúng không bị bệnh và có gốc Á-Âu (trái ngược với hải ly Bắc Mỹ, là một loài xâm lấn). Những điều kiện trên đã được thông qua, và các con hải ly đã được trả về sông, như một phần của kế hoạch thử nghiệm kéo dài 5 năm.